# Studnia przy Przechodzie
Studnia przy Przechodzie – jaskinia w Dolinie Małej Łąki w Tatrach Zachodnich. Ma dwa otwory wejściowe położone w Niżniej Świstówce, na zachód od Przechodu, pod ścianami opadającymi z Kotlin na wysokości 1610 metrów n.p.m. Długość jaskini wynosi 45 metrów, a jej deniwelacja 15 metrów.

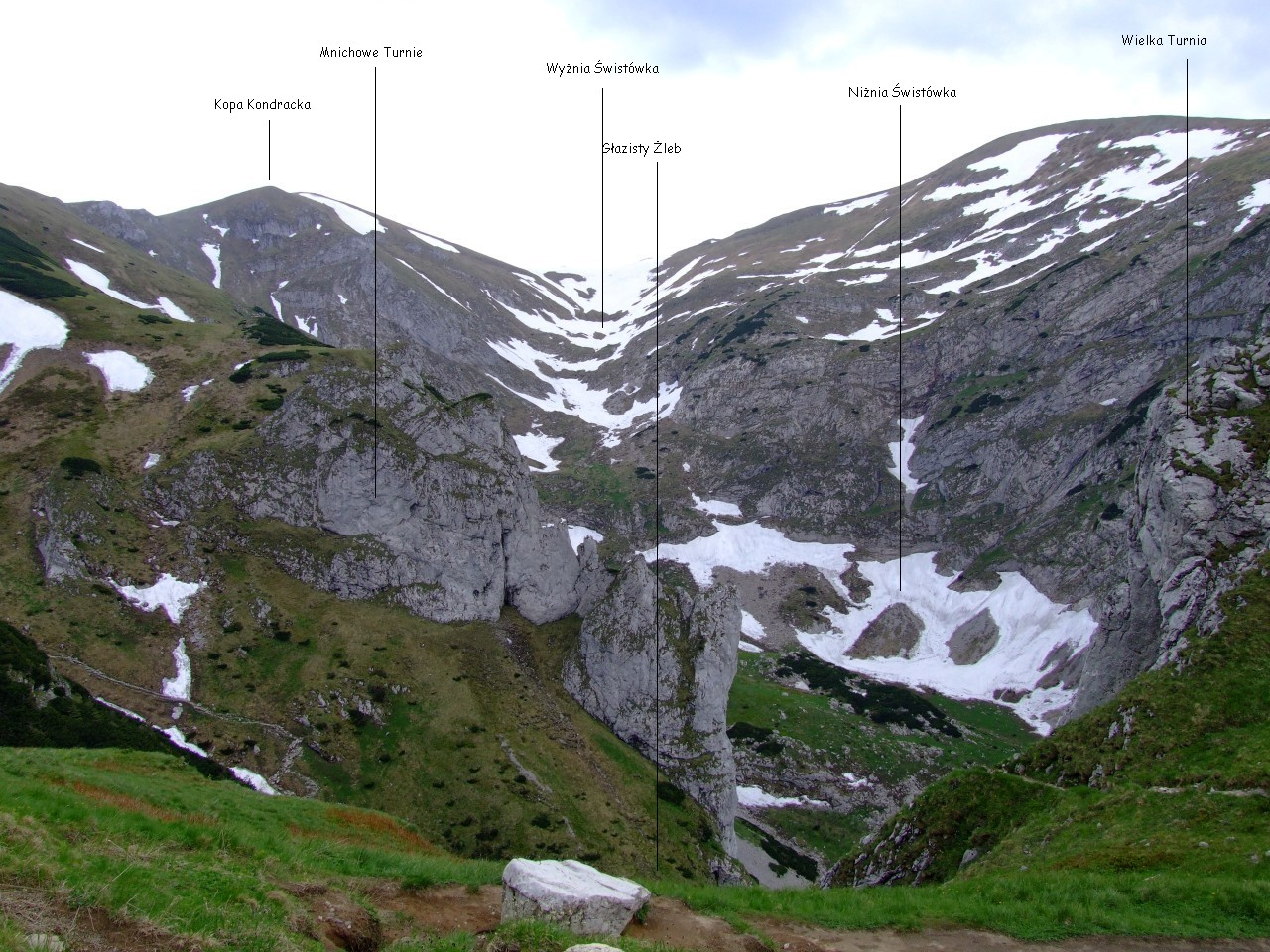
Górne piętro Doliny Małej Łąki

## Opis jaskini
Jaskinia ma kształt studni. Mały otwór wejściowy znajduje się w jej górnej części. Aby dostać się na jej dno tworzące obszerną salę z dużymi wantami trzeba zjechać 10 metrów od otworu. 
Z dna studni odchodzi szczelinowy korytarzyk, który po 5 metrach doprowadza do niewielkiej salki z 8-metrowym kominem w stropie. Stąd w dół prowadzi kilkumetrowy korytarz kończący się zawaliskiem.

## Przyroda
Od pobliskiej Jaskini przy Przechodzie studnię oddziela tylko zawalisko.
Ściany są mokre. We wschodniej części studni rosną mchy i porosty. Zamieszkują ją nietoperze.

## Historia odkryć
Otwór jaskini odkryto latem 1975 roku. Jednak dopiero 21 lipca 1979 roku M. Kardaś przy współpracy I. Luty oraz J. Mędzy i K. Pohoskiego zbadał jaskinię i sporządził jej plan i opis.